# Orthopterum
Orthopterum es un género con dos especies de plantas suculentas perteneciente a la familia Aizoaceae.

## Taxonomía
El género fue descrito por Harriet Margaret Louisa Bolus y publicado en South African Gardening 17: 281. 1927.

## Especies
- Orthopterum coeganum
- Orthopterum waltoniae